# 田端運転所
田端運転所（たばたうんてんしょ）は、東京都北区東田端二丁目にあった、東日本旅客鉄道（JR東日本）首都圏本部の現業機関である。かつては車両の所属もあったが、2022年4月に車両の所属および検修部門は尾久車両センターに移管され、以後廃止までは運転士のみが所属する現業機関となっていた。2023年6月1日、周辺の田端駅、尾久駅、日暮里駅、王子駅と共に田端統括センター田端オフィスへ再編された。田端統括センターは2025年3月14日限りで廃止し、現在は上野統括センター田端乗務ユニット。

## 概要
当所は、東京都北区の尾久駅西側構内にある尾久車両センター南側に隣接しており、2022年3月まで電気機関車のみが所属する車両基地であった。2022年4月の組織再編により、車両の所属及び検修部門が尾久車両センターに移管され、現在は臨時行路を担当する運転士の所属機関となっていた。
なお、国鉄民営化前は「田端機関区」の名称であり、必要な部分においては田端機関区（運転所）の名称を使用する。
運転所本庁舎建屋玄関横には「東京鉄道管理局 田端機関区」の表札が現在も提示されている。現在の「東日本旅客鉄道株式会社 田端運転所」の表札は正門に設置されている。
電気機関車交番検査庫は尾久車両センター南端の運転所本庁舎西側に所在する（検修庫建屋自体は本庁舎東側にも存在するが、現在は仕業検査等の簡単な検査に用いられている）そのほかに、交番検査庫西側の日本貨物鉄道（JR貨物）田端信号場側に付属する形で6本の電留線および北方検修庫（架線も張られており電気機関車の簡単な点検・検修作業も行われる）と呼ばれる簡易な検修やディーゼル機関車への給油ができる建造物がある。これら2つの地区の車両基地で構成されている。双方の地区は王子街道と呼ばれる区道が分断する形で向かい合っており、双方を車両が移動するために連絡線でつながっている（王子街道には遮断機付き踏切が設けられている）。そのため構内は当所管理の線路、尾久駅管理の線路、尾久車両センター（尾久駅管理）の線路、JR貨物田端信号場駅管理の仕訳線4本および貨物線が交錯する配線となっており、公開されている配線図などを参照しないと判断できない部分が多い。なお、2022年4月に運転士のみの所属の現業機関となった際に設備等も尾久車両センターに移管されたかは現時点では不明である。
分割民営化以降もJR貨物との貨物運用委託契約により常磐線方面発着の貨物列車の牽引には当所のEF81やEF510が充当されていたが、2013年3月ダイヤ改正からJR貨物との貨物運用委託契約解除により、JR貨物仙台総合鉄道部所属のEH500を中心とするJR貨物所属機関車に変更された。
所属する運転士が機関車の運行に携わるのは、観光列車として運行されているカシオペアクルーズ・カシオペア紀行の運行、高崎車両センター所属の車両で運行される臨時列車に充当されるときだけである。
2022年4月1日時点での運転士運用としては、前述のカシオペア紀行・工事用臨時列車や電車の検査に伴う入出場回送列車の牽引時および運行列車の故障救援用機関車や乗務員訓練車両として東北本線・常磐線の運行要員として運用されている。

## 歴史
出典：
- 1896年（明治29年）12月1日 - 日本鉄道株式会社の田端機関庫として開設。
- 1906年（明治39年）11月1日 - 鉄道国有法により日本鉄道株式会社を買収、官設鉄道の現業部門である鉄道作業局田端機関庫となる。
- 1907年（明治40年） 4月1日 - 鉄道作業局を帝国鉄道庁に改組。
- 1908年（明治41年）12月5日 - 帝国鉄道庁を鉄道院に改組。
- 1920年（大正9年） 5月15日 - 鉄道院が鉄道省に昇格。
- 1922年（大正11年） 9月21日 - 上野駅構内に上野分庫設立（現在の常磐線特急発着ホーム・東北上越新幹線乗換エスカレーターを含む入谷口から浅草口にかけての駅建造物付近）
- 1927年（昭和2年） 4月 - 王子帝国陸軍専用線用（大日本帝国陸軍東京第一陸軍造兵廠十条兵器製造所、戦後は王子製紙の倉庫専用線となる）として蓄電池機関車10形（のちのAB10→電気機関車改造にてEB10に改称）が導入される
- 1934年（昭和9年） 5月10日 - 上野分庫を廃止、尾久駅構内に尾久分庫（のちに尾久機関支区→独立して尾久機関区に昇格）として移転設置
- 1936年（昭和11年）9月1日 - 田端機関区に改称。東京鉄道局の管轄。
- 1943年（昭和18年）11月1日 - 逓信省と鉄道省を統合して設置された運輸通信省所属となる。
- 1945年（昭和20年） 5月19日 - 運輸通信省の外局の通信院を内閣所轄の逓信院として分離させたことに伴い、運輸通信省が運輸省に改組され運輸省所属となる。
- 1949年（昭和24年） 6月1日 - 運輸省傘下の独立採算特別会計組織として発足した国の公共企業体である日本国有鉄道所属となる。
- 1950年（昭和25年）8月1日 - 地方組織改正により東京鉄道管理局の管轄となる。
- 1962年（昭和37年） 8月8日 - 常磐線取手 - 勝田間交流電化により交直流電気機関車EF80が配置される。
- 1964年（昭和39年） 3月1日 - 尾久機関区が廃止、乗務員、所属車両ともに田端機関区に統合される。
- 1968年（昭和43年）3月1日 - 翌日に予定されていたストライキを支援する目的で革マル派の学生ら約300人が田端機関区に押し掛けて警官隊と衝突[5]。
- 1969年（昭和44年）3月1日 - 東京鉄道管理局の分割により東京北鉄道管理局の管轄となる（以後、民営化まで）。
- 1973年（昭和48年） 8月22日 - EF80形交直流電気機関車の置き換えを目的としたEF81形交直流電気機関車が配置される。
- 1982年（昭和57年）10月16日 - DD13形ディーゼル機関車の置き換えを目的として、DE10形ディーゼル機関車の配置が始まる。
- 1983年（昭和58年） 9月26日 - 旧尾久機関区の設備撤去に伴う構内改良により、旧田端機関区転車台跡地に北部始業庫新設。ディーゼル機関車の給油点検を行う検修庫として供用開始。
- 1985年（昭和60年） 9月23日 - EF80形交直流電気機関車引退に伴うイベントとして、EF80重連によるさよなら運転が実施される。
- 1986年（昭和61年）3月1日 - 国鉄分割民営化を控え、旅客列車担当乗務員基地・検修部門を田端運転所、貨物列車担当乗務員基地を田端機関区として分離。
- 1987年（昭和62年）4月1日 - 国鉄分割民営化に伴い、田端運転所は東日本旅客鉄道（JR東日本）東京圏運行本部田端運転所となる。常磐線を発着点とする貨物列車に関してはJR貨物と貨物運用受託契約を結び、当所の車両を使用することとなる。田端機関区は日本貨物鉄道（JR貨物）所属となる。
- 1988年（昭和63年） 3月13日 - 青函トンネル開業に伴い、EF81牽引の寝台特急「北斗星」を上野 - 札幌間に運行する（EF81の担当区間は上野 - 青森間、運転士の担当区間は上野 - 宇都宮間である）。
- 1990年（平成2年） - 長年配置されていたディーゼル機関車全車が宇都宮運転所に転出。これ以降当所はJR旅客会社としては珍しい電気機関車のみ配置の車両基地となった。
- 1998年（平成10年）10月1日 - 東京地域本社の改編で発足した東京支社の管轄となる。
- 2006年（平成18年）11月11日 - 当所開設110周年を迎え尾久車両センター「鉄道ふれあいフェスティバル」（一般公開）の際に記念展示コーナーが設けられる。
- 2009年（平成21年）12月21日 - 「北斗星」「カシオペア」及びJR貨物から受託運行していた貨物列車の牽引機であるEF81形交直流電気機関車の置き換えを目的として、JR貨物が開発したEF510形交直流電気機関車にJR東日本管内の走行に合わせた改良と推進運転機能・交直切り替え識別信号機器を搭載したEF510 500番台が15両配置される。しかし、「北斗星」「カシオペア」の定期運行の廃止やJR貨物との貨物運用受託契約解消などで余剰となり2016年（平成28年）3月までにJR東日本から車籍を抹消され、JR貨物富山機関区に全15両が譲渡された。
- 2022年（令和4年）4月1日 - 所属車両及び検修部門が尾久車両センターへ移管される。
- 2023年（令和5年）6月1日 - 組織再編に伴い、田端駅等と統合し田端統括センター田端オフィスとなり、当所は廃止。
- 2025年（令和7年）3月15日 - 組織再編に伴い、上野統括センターと統合し田端統括センターは廃止。

## 配置車両に記される略号

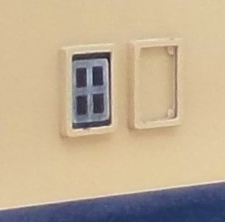
EF65 1105の所属標記

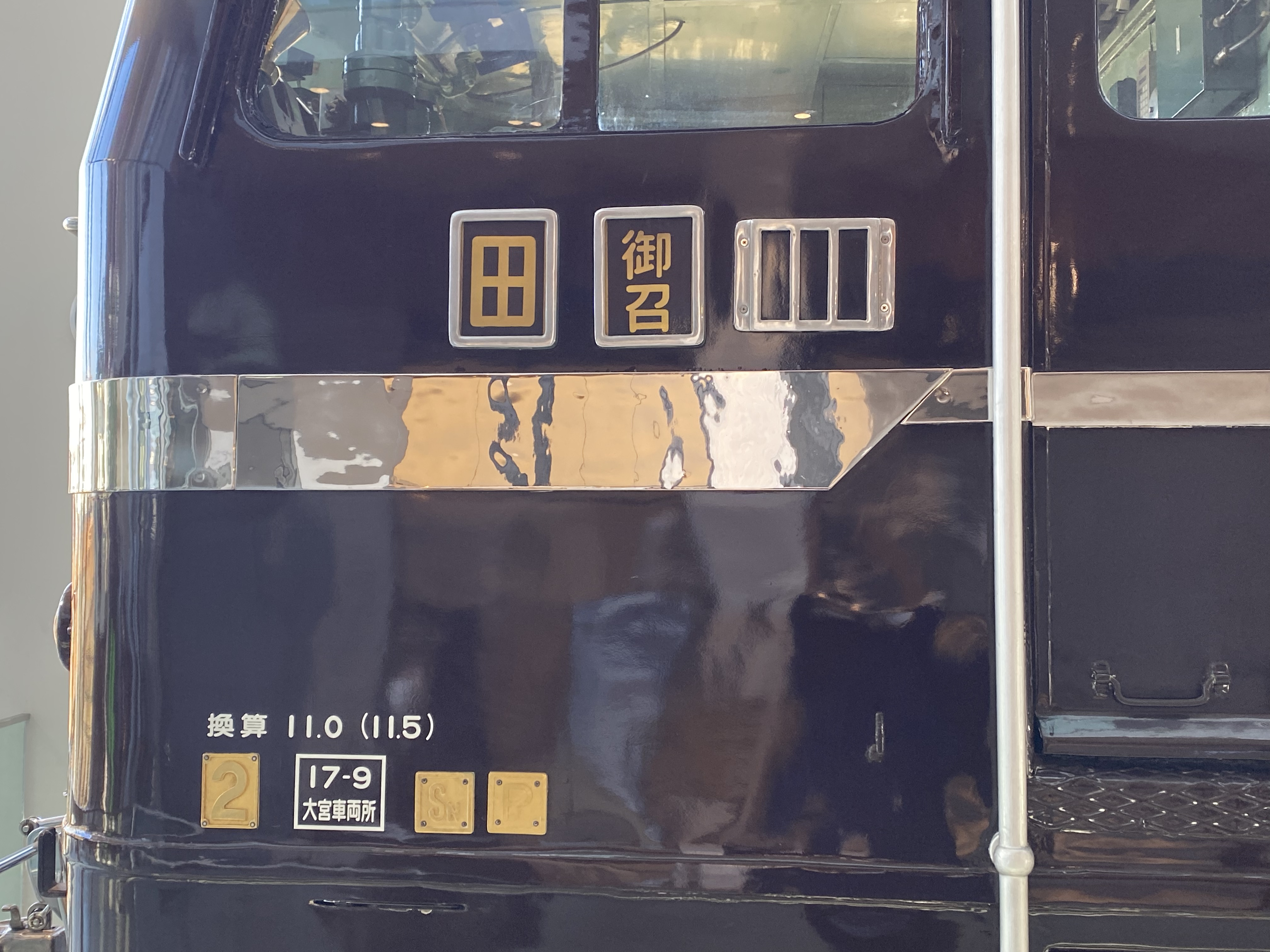
EF58 61 区名札 仕業札

機関車：〔田〕 - 田端の「田」から構成される。

## 配置車両(車両移管時まで)
田端運転所は2022年4月の車両無配置化までJR旅客会社の中で唯一電気機関車のみ配置の車両基地となっていた。電報略号はハタウシ。現在は観光列車として運行される「カシオペア紀行（クルーズ）」、検査入出場車両の配給列車の牽引、緊急時の救援用機関車の運転などが主な業務となっている。
ぐんま車両センター所属のDE10形ディーゼル機関車も常駐しており、尾久車両センターおよび田端運転所の車両入換作業に使用されている（詳細については後述）。
機関車・電車・気動車・客車・貨車は2023年4月1日現在の配置がないため省略した。
出典：

### 電気機関車

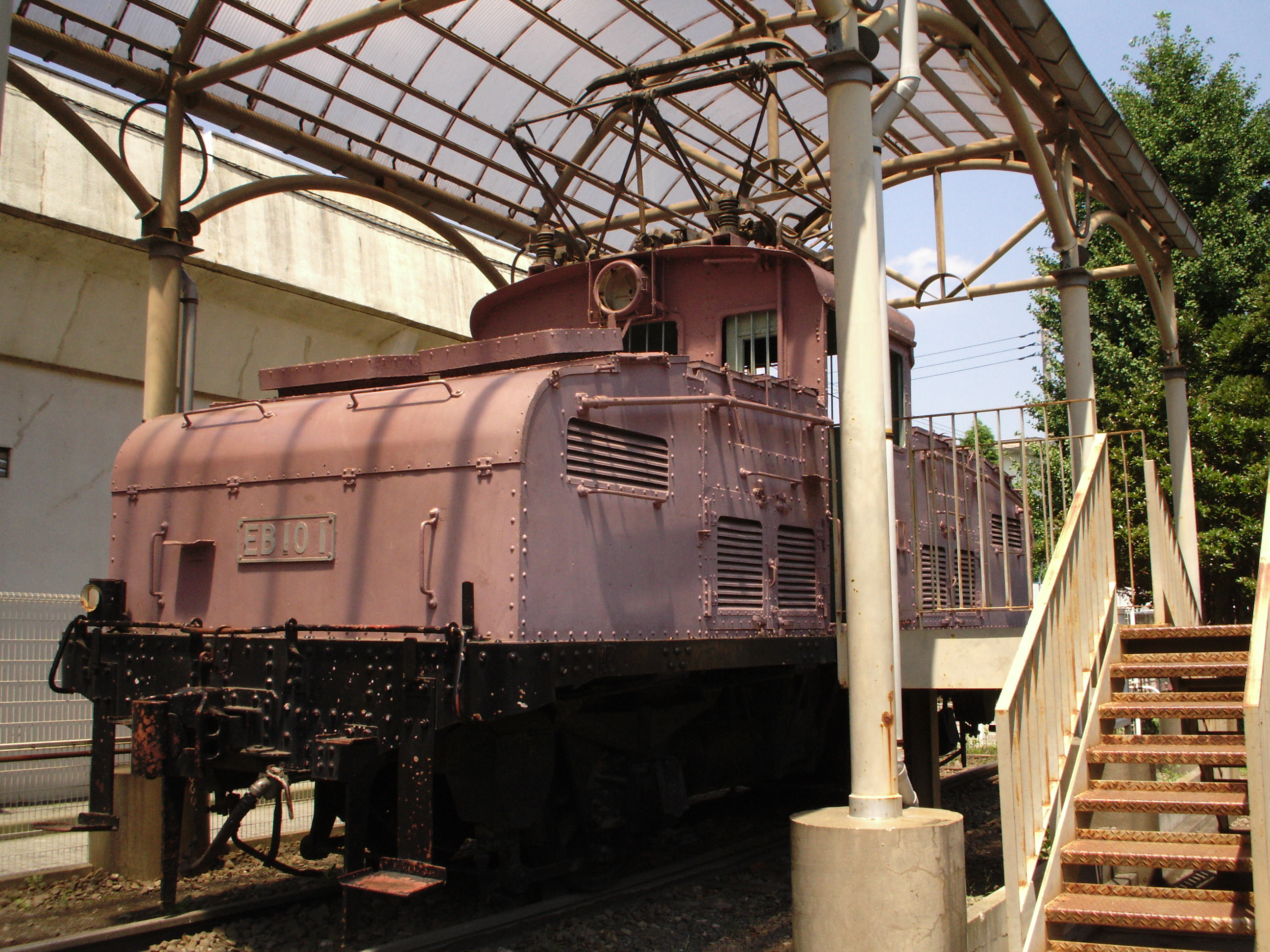
須賀線および北王子線で使用されていたEB101

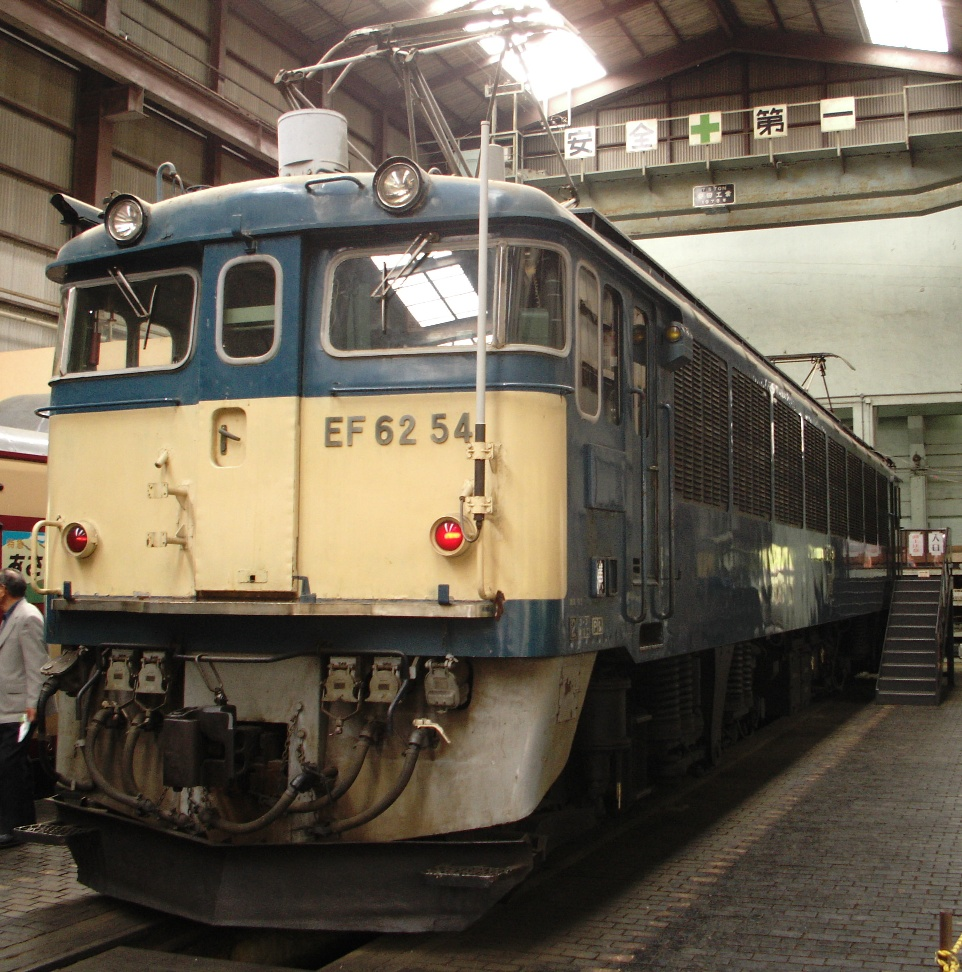
EF62 54
碓氷峠鉄道文化むら保存車

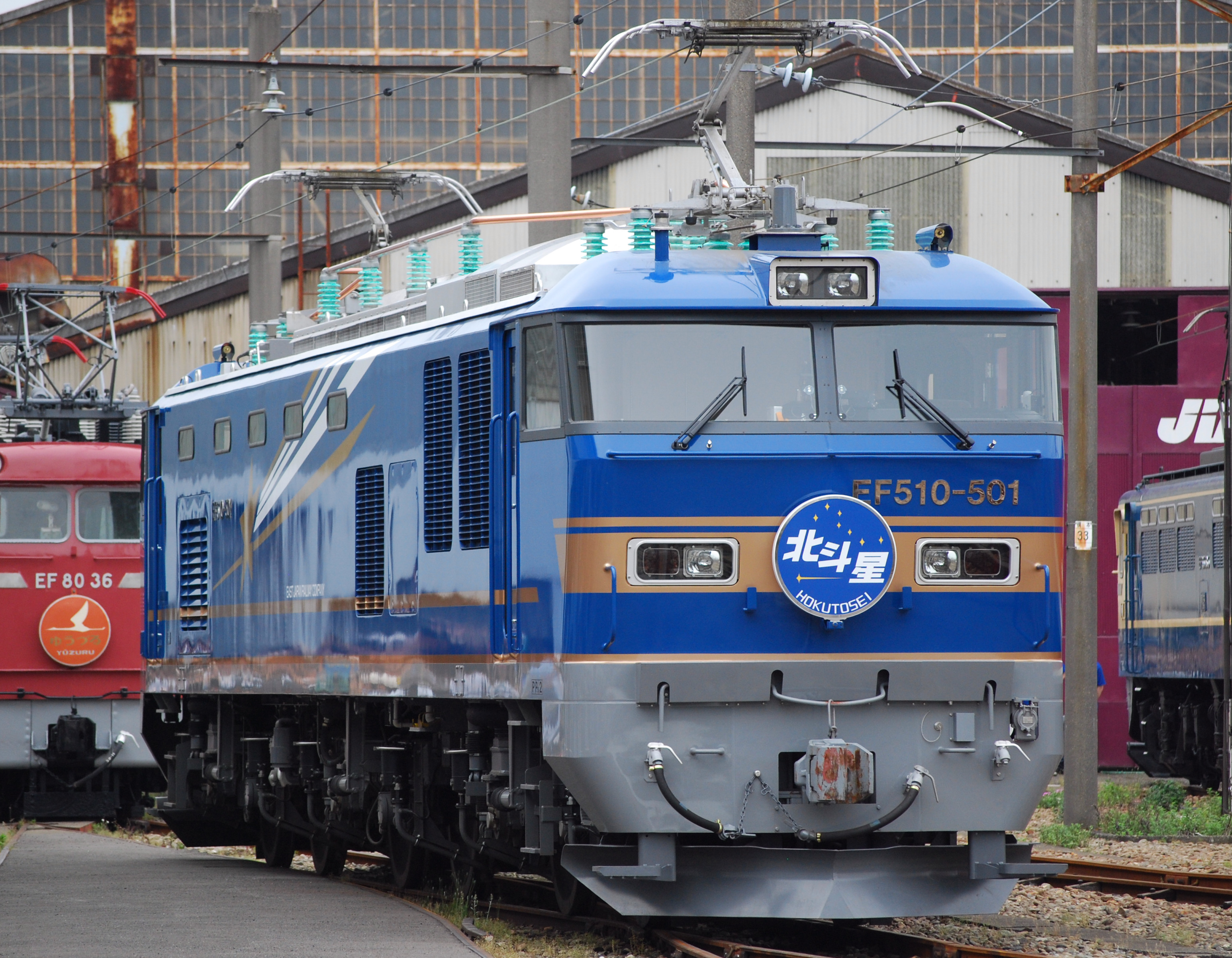
EF510-501
大宮車両センター一般公開時(JR東日本田端運転所所属時)

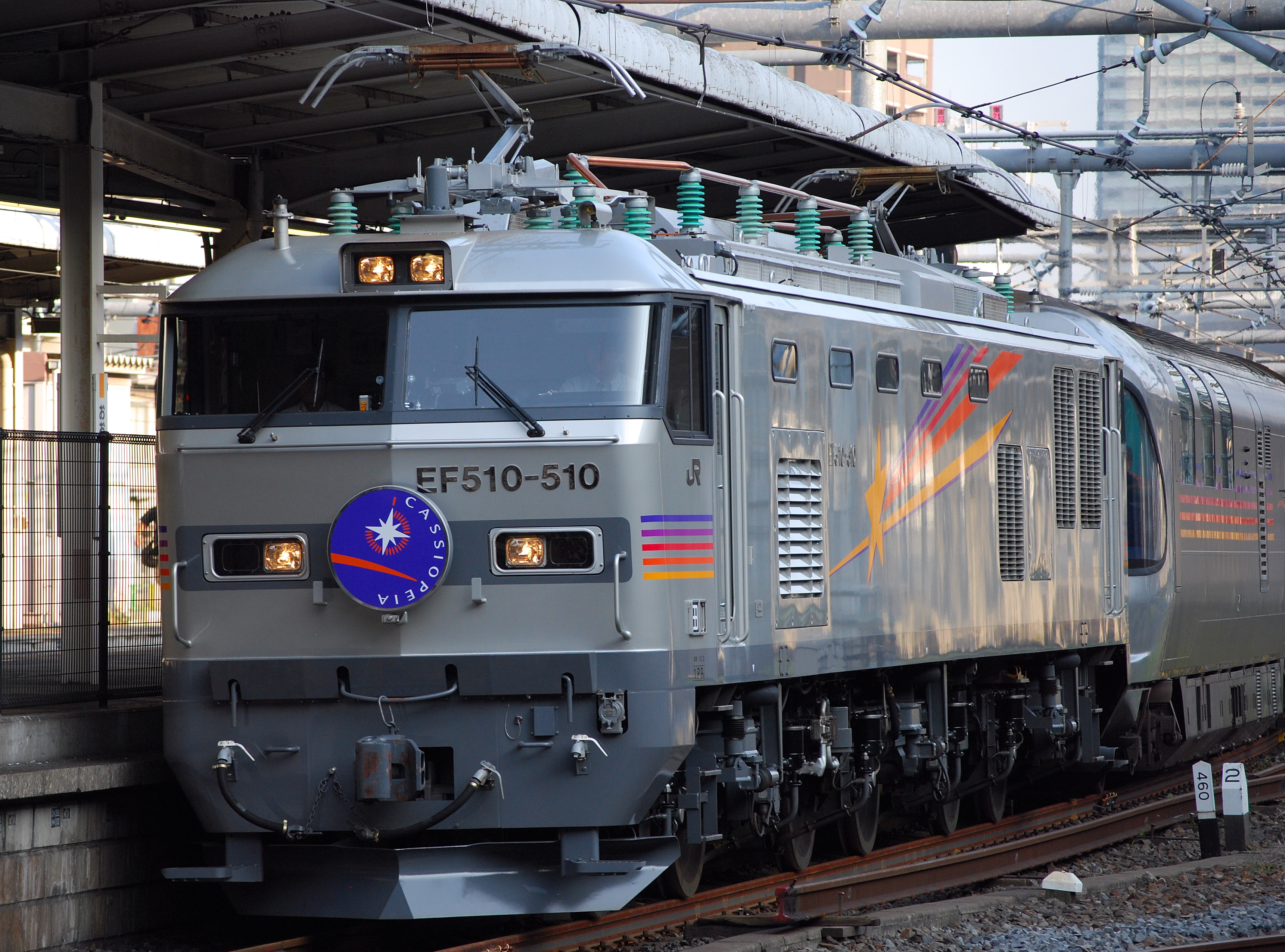
EF510-510
EF510 510号機 「カシオペア」色

EF81形電気機関車
- 全車が高速旅客列車牽引対応および上越線冬季対策装備車）、81・95・139号機を除く3両は「北斗星」塗装（そのうち133・139号機は耐寒耐雪仕様車両として落成。耐寒耐雪仕様車両の外観上の特異的な識別点として運転席窓上部にひさし様の通称「つらら切り」が装備されている）。
- 81号機はローズピンク色塗装である。2014年8月に秋田総合車両センターに臨時入場（通常の検査以外で車両工場に検査などのために入場すること）し、「北斗星」塗色から1985年のつくば科学万博開催期間中に昭和天皇の行幸啓時に運行されたお召し列車牽引時の塗色に復元された。2017年7月に秋田総合車両センターにて全般検査を受け、そのままの塗色で車輪や台車の細部などに銀色の色差しを追加し、ほぼ1984年8月当時の状態で出場している[注 1]。
- 95号機はジョイフルトレイン「スーパーエクスプレスレインボー（車両はすでに廃車済み・通称SER）」塗装車である。2018年度計画で、秋田総合車両センターにおいて全般検査を実施し、2018年5月17日に塗装形態は維持して出場している。
- 139号機は双頭連結器および電車牽引時のブレーキ信号読替装置を追加工事にて搭載しており、車両検査に伴う電車等の配給輸送（回送列車）にも頻繁に使用される。2017年3月4日付のダイヤ改正で秋田車両センター（現在：秋田総合車両センター南秋田センター）から田端運転所へ転属となった。塗装はJR東日本のEF81の標準塗色である赤2号塗色で「北斗星」色のような流星は描かれていないが、「カシオペア」の牽引にも使用されている。
- 水戸地区における工事列車や救援用機関車として水戸駅構内に2両が常駐する。検査の際は他のEF81と入れ替えのうえ、田端運転所に車両回送され検査を受ける。なお139号機は首都圏の電車回送運用に使用されるため常駐することはほとんどない。
- 山形・秋田・北海道新幹線および中央線高尾以遠（勾配および狭小トンネル区間があるため高崎車両センターおよび長岡車両センターのEF64が牽引することが多い）の区間を除くすべての電化区間で運転できる車両であるため、乗務員訓練列車で当所や他区へ貸し出されて使用される。また計測用車両（East i - D、East i - E）の回送にEF65 1000番台とともに用いられることがある。

- 特急牽引運用時代にヘッドマーク盗難防止対策用鍵の穴が追加工事されている。
- JRの旅客会社ではJR西日本が2023年3月まで同形式を運用していた。現在ではJR貨物の関門トンネル区間（現在関門トンネル区間の運用はEH500に置き換えられたため、検査後の試運転時に交直流切替テストを行うために関門トンネル区間を走行するだけで、非常時を除き同区間を定期列車を牽引することはなくなっている）を含む九州圏内で運用している）を除き、本州内で定期的な稼働をしているEF81はJR東日本管内のみとなっている。

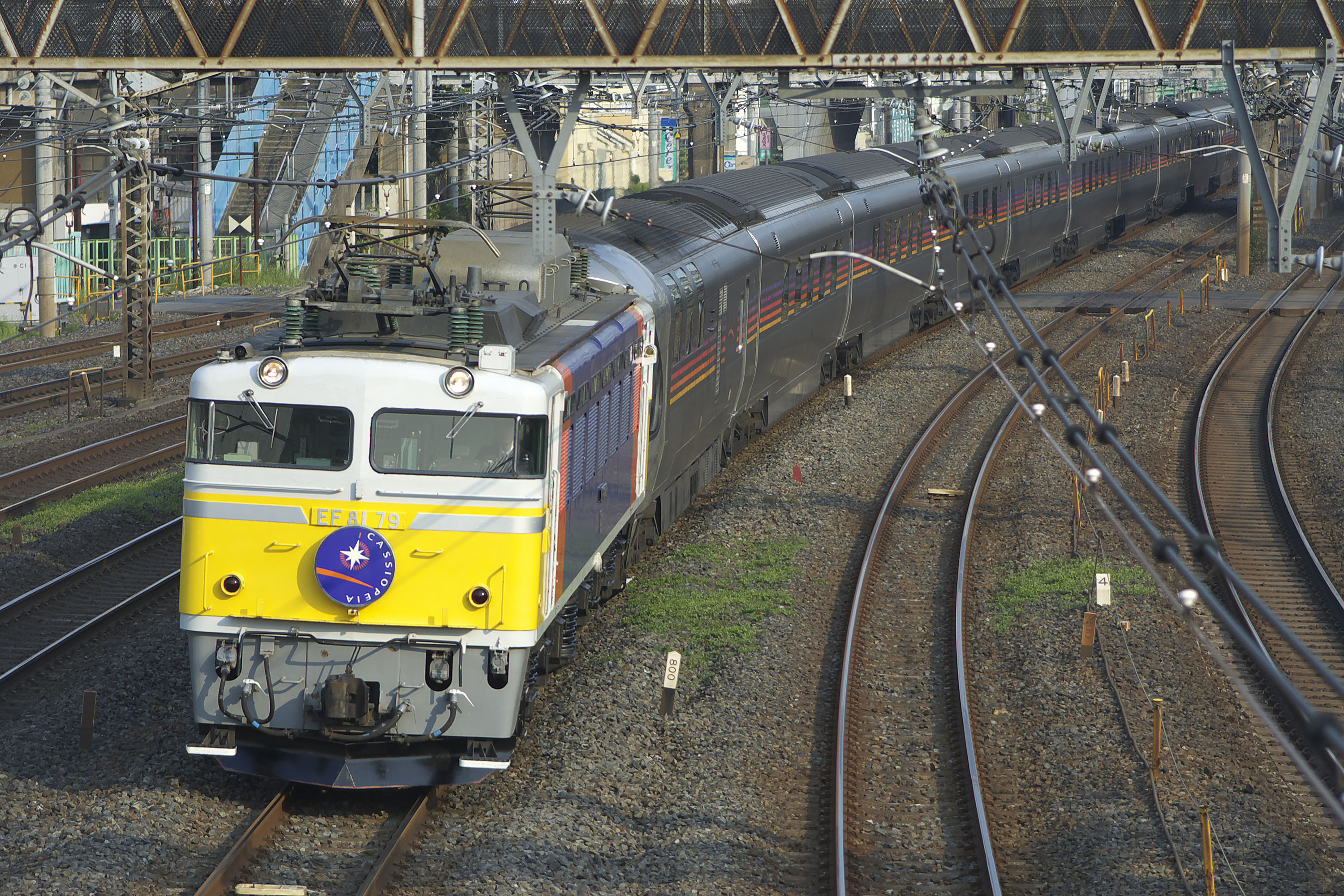
EF81 79「カシオペア」色
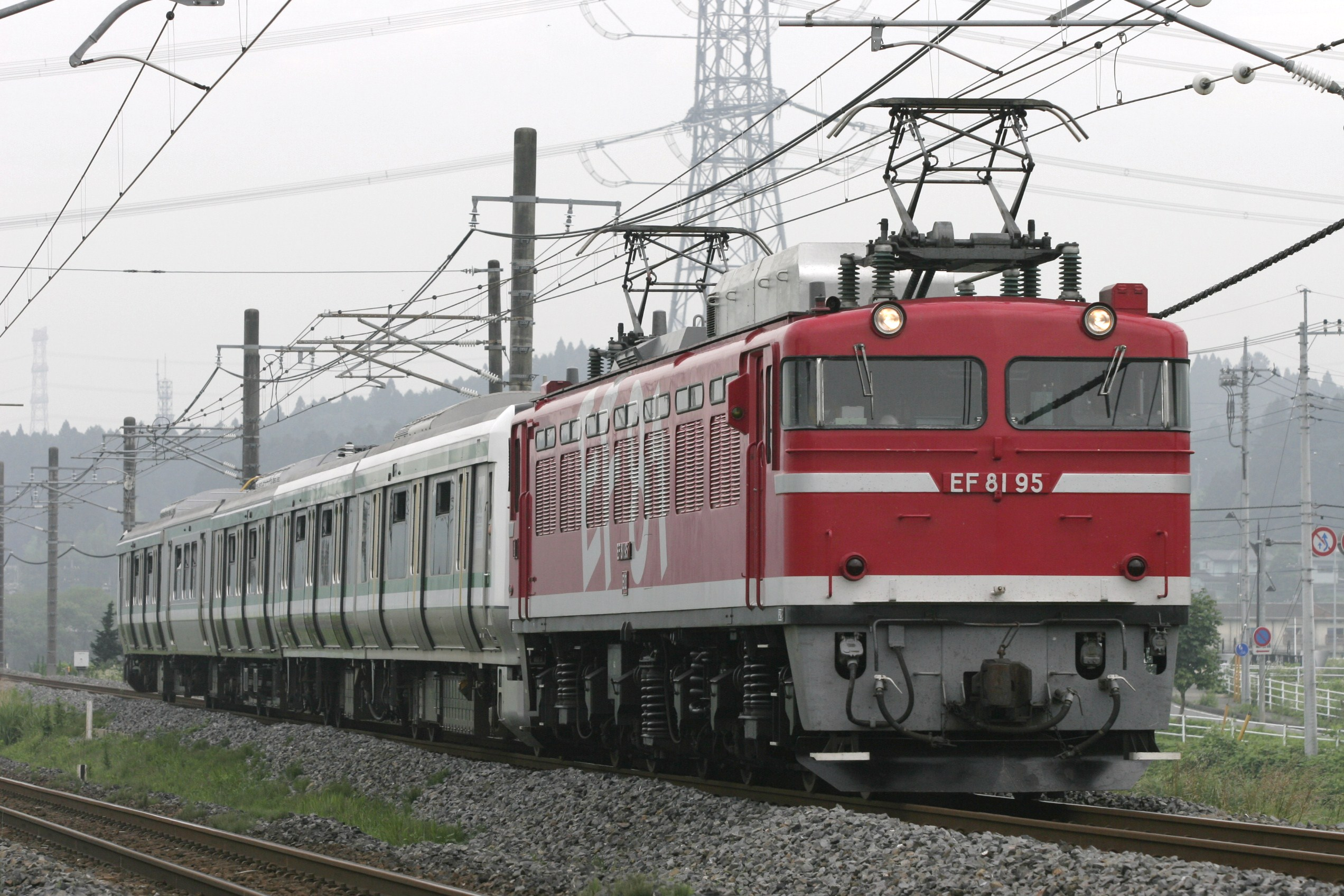
EF81 95「レインボー色」
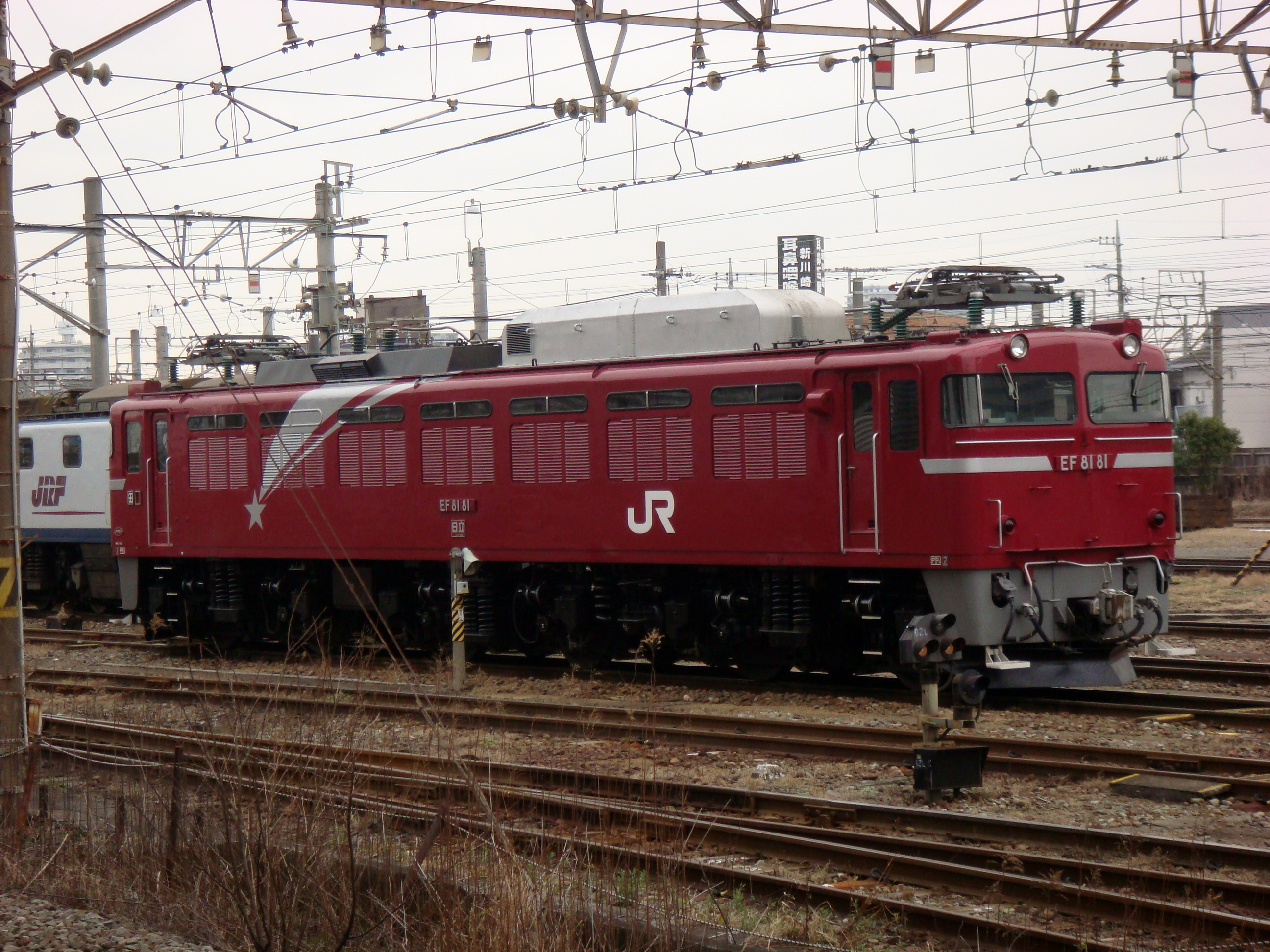
EF81 81「北斗星」牽引機塗色時代
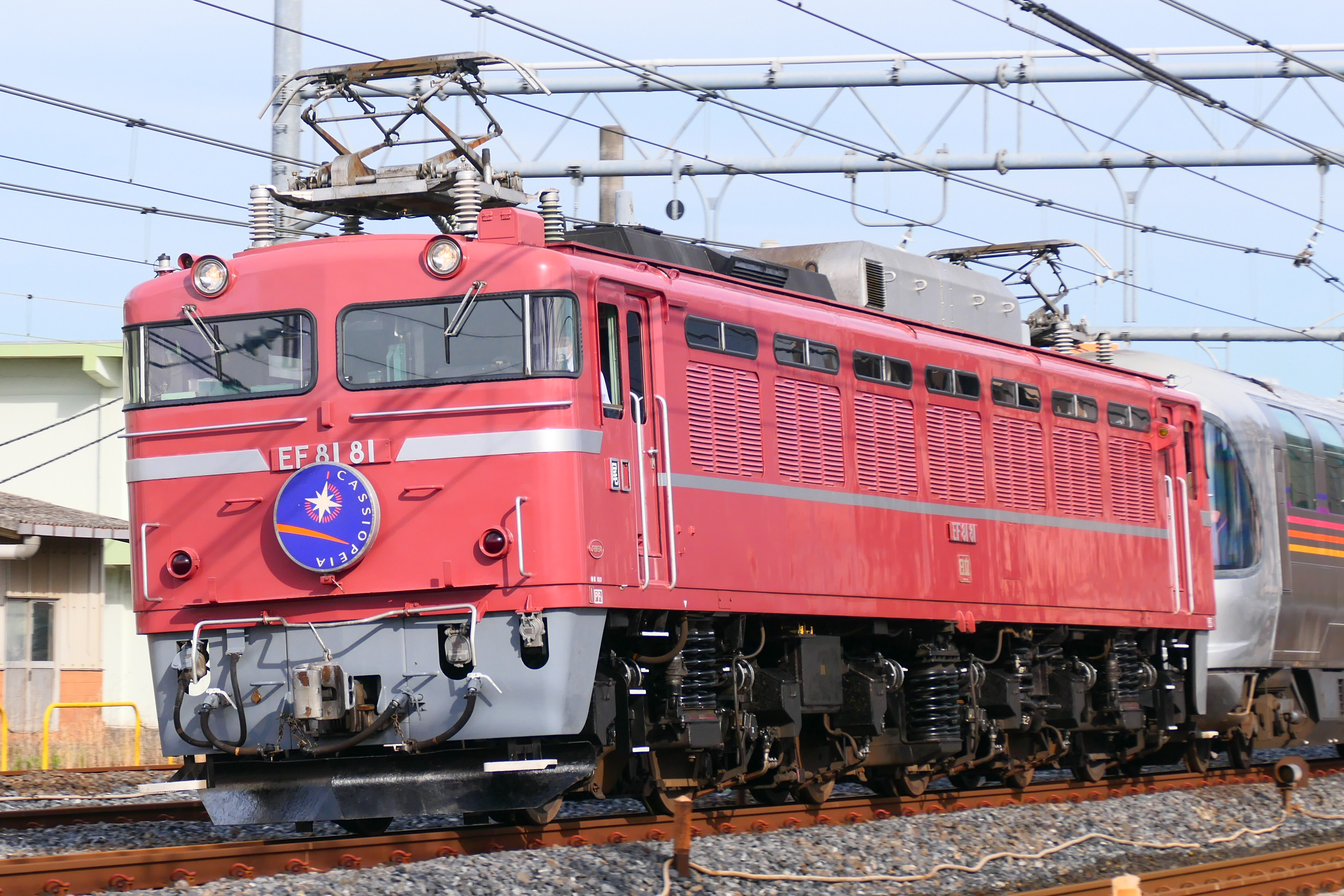
EF81 81 お召し塗装復刻仕様
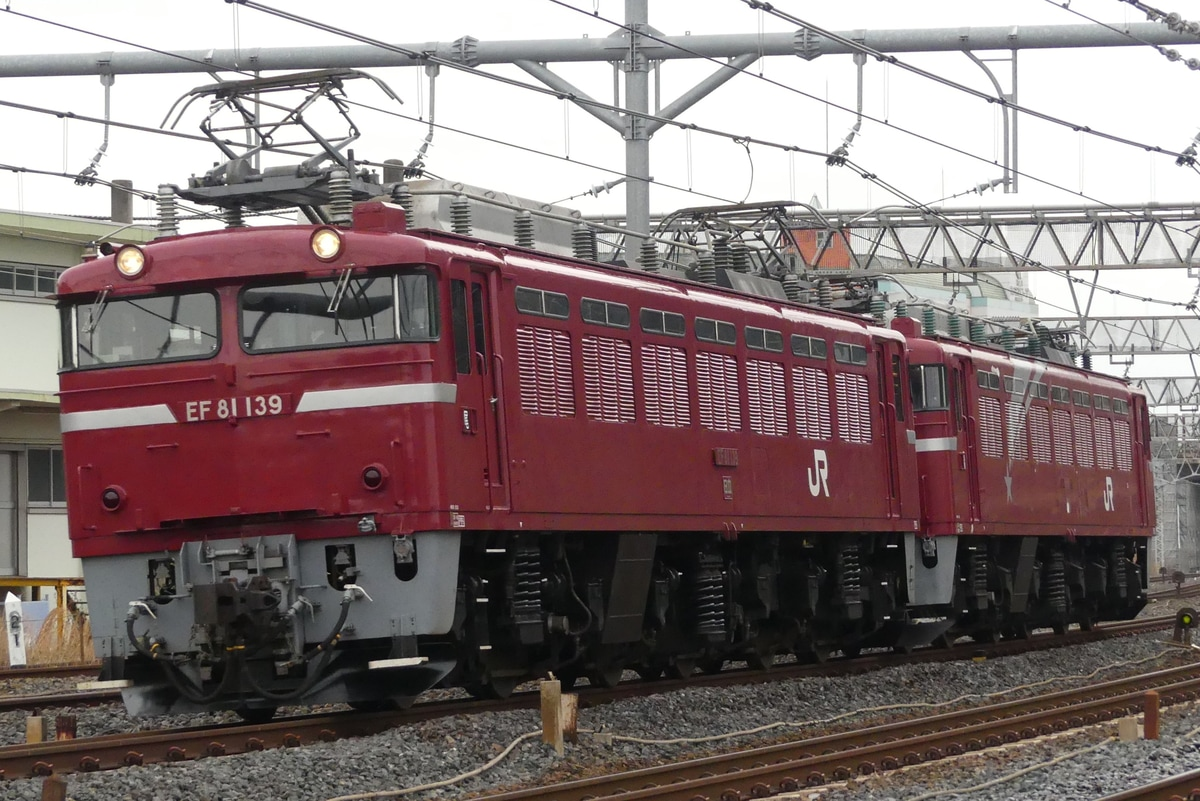
EF81 139 双頭連結器装備機
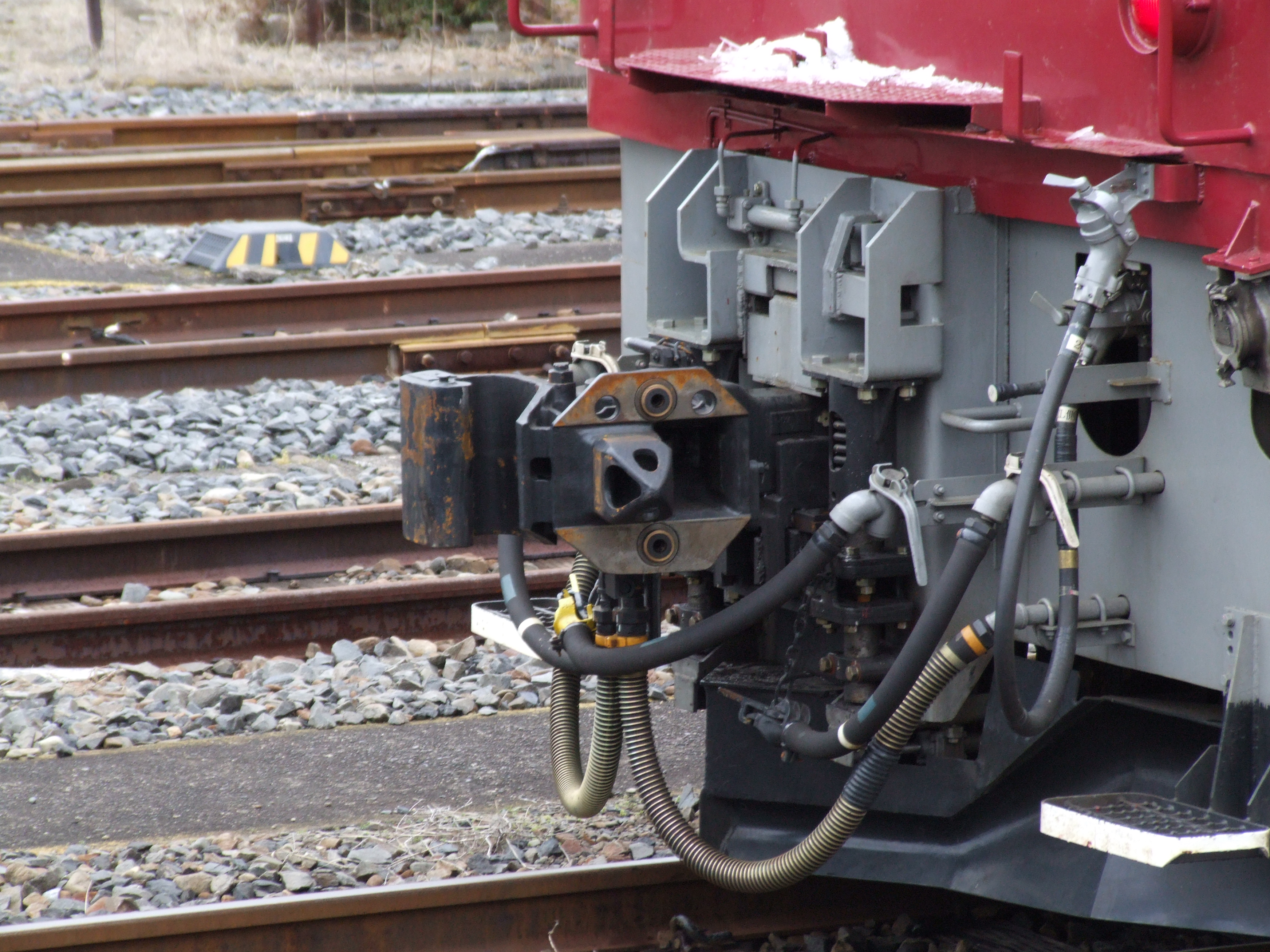
EF81 141の双頭連結器

 車両無配置になるまでの当区におけるEF81形

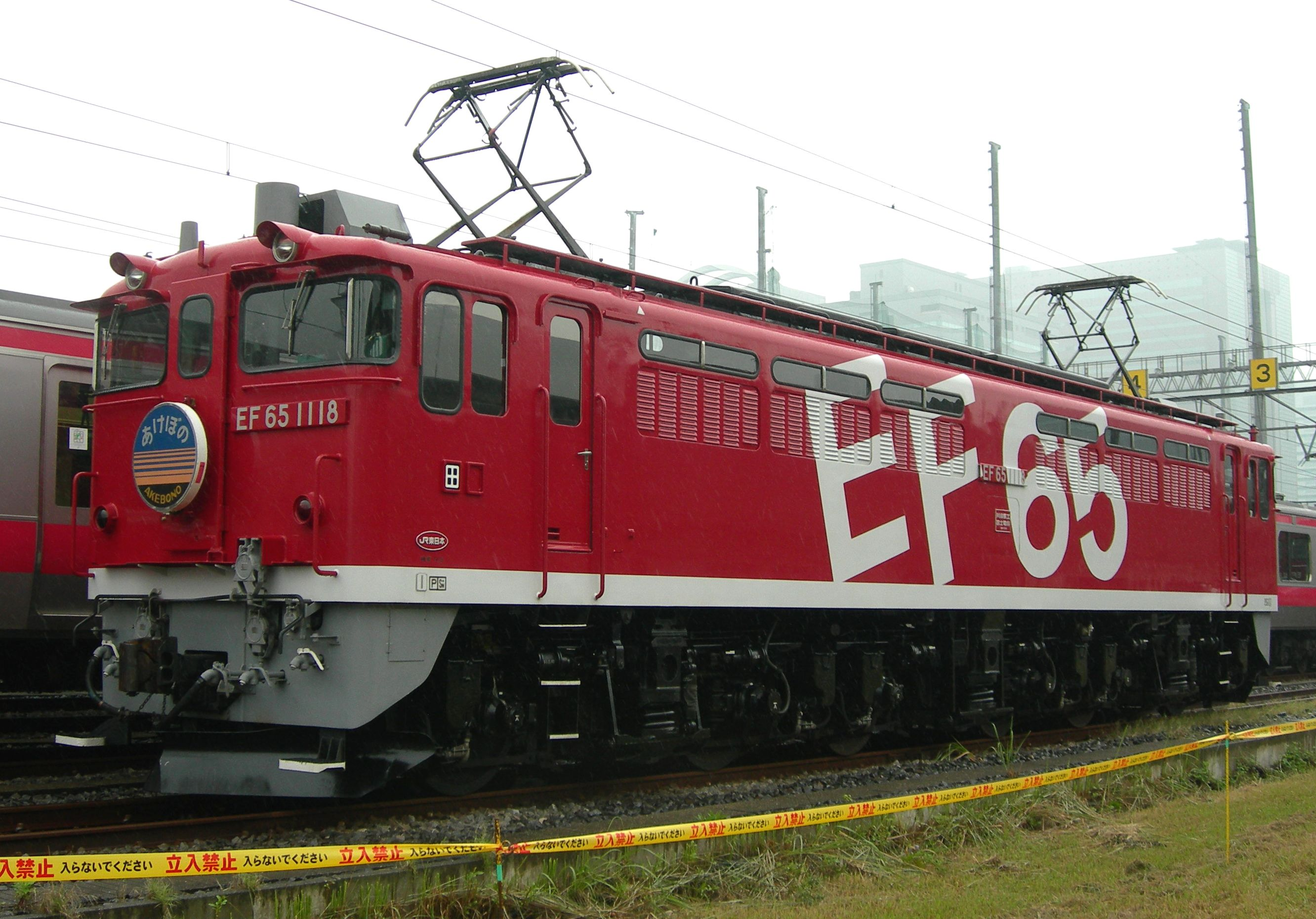
本形式の新製配置が始まった1973年（昭和48年）10月改正時は、まず東北本線隅田川 - 福島・郡山間の貨物列車牽引に投入。1980年以降は余剰となり富山第二機関区や酒田機関区から転入した同機を常磐線に投入しEF80の置き換えを進めた。1985年には常磐線寝台特急「ゆうづる」の上野 - 水戸間の牽引機にも充当され、1988年に津軽海峡線開通に併せ運行を開始した上野 - 札幌間の寝台特急「北斗星」やその後北斗星の姉妹列車として運行開始した「カシオペア」の上野 - 青森間の牽引機として充当された。これ以降、1993年には寝台特急「あけぼの」の上野 - 小牛田間（1997年以降は上越線・羽越本線経由で上野 - 青森間）、1994年に24系客車化された寝台特急「はくつる」（2004年3月1日ダイヤ改正で廃止）においては全区間を牽引するなど、運用の幅は広まった。東北本線青森地区では1996年の普通列車の電車化までの間、間合い運用として盛岡 - 青森間の一部の客車普通列車を牽引していた。しかしこれら東北夜行特急の牽引機としての運用も、「北斗星」の運行本数削減や「あけぼの」の経由路線変更（東北本線経由から高崎線・上越線・信越本線・羽越本線経由に変更）により減少し、2010年の6月から7月にかけてEF510 500番台の登場により「北斗星」「カシオペア」が置き換えられたため旅客列車の定期運用が消滅、さらに同年12月のダイヤ改正でJR貨物から受託する常磐線の貨物列車牽引も同機に置き換えられ、すべての定期運用がなくなった。その後もEF510の代走や宇都宮運転所・水戸駅に常駐し工事臨時列車牽引や救援用の運用などに充当されていた（水戸駅常駐は継続）。
- 当所に所属しているEF81には車体塗装パターンが数種類ある。
- 貨物列車牽引用は赤2号（深赤色・JR東日本所属のEF81の現在の標準塗色である）の一色塗り[注 2]。
- 寝台特急「北斗星」牽引用は赤2号の車体の側面に銀色で流れ星を描いた寝台特急牽引専用色である。
- 寝台特急「カシオペア」牽引用は白い車体に黄、朱、青のブロックパターンを配した専用となっていた。現在はカシオペア塗色車両は全車廃車されており現存しない。
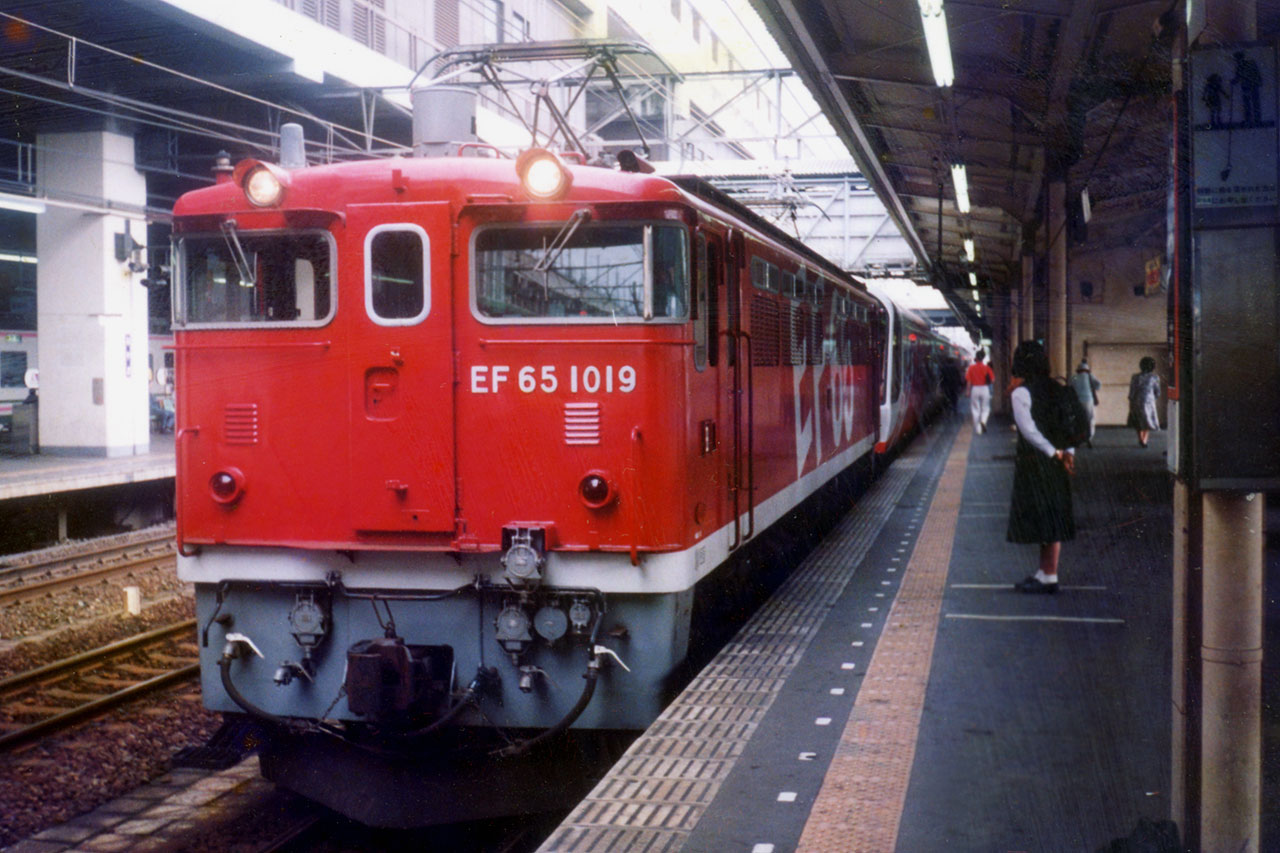
81号機は、JR化後に赤2号の1色塗りとなっていたが、引き続き「北斗星」などの運用に使用されていた。その後流れ星を描き加えて「北斗星」色に変更されたが、EF58 61号機のお召予備機として整備された際に手すりなどに銀色の色差し塗装を行うなど手が加えられていた。2014年8月に秋田総合車両センターに臨時入場し、1985年に行われたつくば科学万博開催中に昭和天皇・香淳皇后が会場へ行幸啓する際に運行されたお召し列車牽引時に行われた特別装飾である、国鉄時代の標準色であるローズピンク+銀帯装飾付きに復元された（当時の整備施工記録を基にほぼ忠実に再現されている）[6]。細部銀装飾（手すりの銀色塗色や車両側面を横断するシルバー帯等）や台車主要部の装飾的な銀色塗装を行った。なお1984年の牽引に伴う特別整備の際に、運転台前の点検用足場には国旗掲揚旗竿固定用穴を穿ち、お召列車編成（1号編成）との連絡用専用電話接続栓（助士席下のスカート部に上記の写真でも金色の接続栓が確認できるものの非常に小さい）等のお召し列車牽引時対応の特殊装備が施工されている[注 3]。
- 95号機は、かつて尾久客車区に配置されていた欧風客車「スーパーエクスプレスレインボー」の専用機として専用塗装（車体はほぼチェリーレッド一色で車体裾部に白色の帯が巻かれ、台枠部分は黒色塗装、車体側面ほぼ一面に白字の斜めブロック書体で「EF81」とレタリングされている）が施されている。
- 133号機は「北斗星」塗装車としては唯一の耐寒耐雪仕様車（外観として顕著な部分は左右一体型ひさし付き）である。
- 81・95・133号機は他の「北斗星」機と共通の運用を組んでおり、貨物機グループの運用に投入されたこともあった。「カシオペア」塗装車（79・92・99号機）はEF510 500番台の投入によって旅客列車の運用を置き換えられるまでは特急列車運用を主とする旅客列車専用となっていた。
- 「北斗星」運転開始当初は貨物用機と旅客用機は共通運用されていたが、1990年（平成2年）ごろから連続高速運転によるタイヤ弛緩などのトラブルによる機関車故障が頻発したことから、一体成型された動輪の一体圧延車輪への交換や電動機対策など高速での連続運転に対応した装備改造を受け、特急仕業と貨物運用の分離がされた（特急運用グループとして、78 - 82・86 - 88・92 - 99・133号機その後外観上でも北斗星色、カシオペア色と塗装され、一見してわかるようになった）。その後貨物用機が特急仕業に入ることは、特急牽引グループに車両トラブルなどが発生した場合を除き、ほとんどなかった。
- これまで、当所の機関車が秋田総合車両センターに検査で入出場する場合は、必要に応じて自力で単機回送する、当所のEF81による牽引、長岡車両センターのEF81を送り込みによる牽引の3パターンがあった。今回の139号機の転属もその車両の捻出をするために田端運転所に転属したとされるが、本機の転入によりそれまで常磐線用等を始めとする関東地区の電車の入出庫時等に控車として連結されていた水郡線営業所に所属する電車とのブレーキ読替装置を搭載していたマニ50 2186が廃車され東京急行電鉄に売却されている[7][8]。
- 尾久車両センターに現在唯一所属する客車である「カシオペア」の検査は大宮総合車両センターで行われるため、機関車牽引であれば入場が可能である。
- 139号機は双頭連結器および電車用ブレーキ指令読替機器装備のために関東起点での検査車両回送や直接電車も牽引ができるため、当所運用の「カシオペア紀行」臨時列車や工事列車の牽引よりも、電車の入出場に伴う配給列車を中心に運用されている。
- 139号機が転属するまで、当所には電車を牽引するための双頭連結器装備のEF81が配置されておらず、首都圏の車両センターに所属する電車（主に通勤電車）を郡山総合車両センター、秋田総合車両センターで検査する場合は、長岡車両センターのEF81（134・140・141号機）を送り込みによる牽引、もしくは水郡線営業所所属の電車とのブレーキ指令読替機器を搭載する控車の連結をすることで自所のEF81でも行っていた。現在は139号機が中心となって関東地方から電車と連結する必要のある配給列車で活用されている。なお長野総合車両センターに入場する場合は中央本線の狭小トンネルや勾配区間に対応するため、長岡車両センターのEF64形1000番台（1030・1031・1032号機）が担当している。
- 配置されていた車両には東北本線経由の寝台特急が上越線経由となった際に、豪雪地帯でもある同線区を走行するために133・139号機などの耐寒耐雪仕様をさらに強化した、豪雪対策強化を目的としたいわゆる「上越線対応工事」が行われている[注 4]。

EF65形1000番台電気機関車（3両）
- 1102 - 1103（スノープラウ装着車）・1115号機（スノープラウ非装着車）が配置されていた。
- 宇都宮地区の工事列車や救援用機関車として宇都宮運転所に常駐する。乗務員訓練列車にも使用される。
- 2015年度に「レインボー」塗装車1118号機（塗色はEF81形95号機とほぼ同仕様、車体が異なるため微細な点での相違点はあるが、大きな識別点として側面のレタリングが形式のEF65となっている。2015年10月17日、高崎線鴻巣 - 北本間を単機走行中に走行不能となる重大な車両故障が発生し、他の余剰車両の廃車時期と重なったため、修復されるとことなく廃車予定車両を当該車両と差し替えの上、11月26日に長野総合車両センターへ回送され、後に廃車・解体された）など3両が廃車された。  - EF65 1118号機
  - EF65 1019号機（「急行レインボー会津路」使用車回送）

 車両無配置になるまでの当区におけるEF65 
- 寝台特急「あけぼの」牽引開始に際し、EF58から置き換えのために1970年（昭和45年）10月1日ダイヤ改正から配置された。
- 1986年11月1日のダイヤ改正時に、東京機関区（現在：廃止）車両無配置化による新鶴見機関区転属車両のうちの一部の車両が当所に転属した。これは国鉄分割民営化時に新鶴見機関区がJR貨物に継承されるため、東京駅発東海道線旅客列車牽引にあたる機関車を旅客会社に継承させ、当所で管理するために取られた措置である。
- 1019号機がEF81 95号機と同様の「レインボー」専用塗装となったが、1998年に1019号機が廃車される直前に1118号機が同様の塗装（同様のデザインだが細部が異なる）となった。1019号機が廃車されるまでの約3か月間1019号機と1118号機の2両が同塗装で稼働していた（1998年8月26日に1019号機が廃車回送される際には1118号機が大宮総合車両センターまでの牽引を担当している。なお1019号機の書類上における正式な廃車日は1998年9月1日）。

- 1118号機には塗色変更前の瀬戸大橋線開通による1988年4月13日東京駅発の客車「瀬戸」の高松への延伸下り1番列車を「祝・瀬戸大橋開通」の記念スペシャルヘッドマークを取り付け運行されている。[9]また1998年7月9日、客車「瀬戸」の東京発最終日（翌日より285系電車「サンライズエクスプレス」に置き換え）に下り列車に充当された。これにより1118号機は、瀬戸大橋開通後に東京 - 高松間を運行していた客車「瀬戸」の東京駅発下り列車の一番列車と最終列車を牽引したことになる。
- 民営化後に運転席屋上に台形状の冷房装置の搭載改造工事（本来扇風機が設置されていた場所である）および乗務員室横の全サッシガラスに冷房効率向上のため濃色スモークフィルム貼付・尾灯LED化工事が施工されている。
- 東北本線（宇都宮線）・高崎線などで団体臨時列車、工事列車や配給列車など使用される。定期運用は、東北本線方面は1993年（平成5年）12月1日ダイヤ改正の「あけぼの」（東北・陸羽東・奥羽本線経由）の上野 - 小牛田間EF81の置き換えと「八甲田」の臨時列車化により、東海道本線方面2008年3月15日ダイヤ改正での東京 - 大阪間の寝台急行「銀河」が廃止されたことにより消滅し、現在は定期運用はない。
- かつては、「銀河」「出雲」牽引時には関西圏発着列車のみではあるが、運用の一部として「彗星」、「なは、あかつき」、夜行急行「ちくま」や、大阪地区の事業用列車および寝台特急の客車回送列車などの列車も牽引していたが、2006年3月18日ダイヤ改正で「出雲」が廃止されたことによりこれらの運用も廃止された。ごくまれに、東海道本線方面寝台特急を牽引するEF66が故障した際に代走することもあった。
- JR貨物所属機へのATS-P搭載工事に伴う車両不足に対応した際にはJR貨物高崎機関区に貸し出された上で貨物列車にも使用されていた。またJR貨物所属機が故障した際に代走として貸出されることもあった。現在はJR貨物におけるEF65 1000番台の運用が減少・余剰車両が発生しているため、JR貨物所属機の運用中などに発生した車両故障発生時などの緊急事態発生時以外は牽引することはない。

田端運転所所属機関車などへの田端運転所 - 東海道運用に相互に充当される車両の回送方法に関して（2015年3月13日以前）
- 田端運転所本所にて東北本線・高崎線方面に使用されるグループと、品川地区（国鉄民営化直前に廃止になった旧東京機関区を引き継いだ品川運転区[注 5]から田町電車区と統合され田町車両センターに改称。北側にあった検修・機関車留置施設が組織改編にて東京総合車両センター田町センターに改称[注 6]。）に常駐して東海道本線方面の寝台列車や臨時列車に使用されるグループに分けられ（車両自体はグループ分けされておらず検査等により随時差し替えがあった）、機関車や尾久車両センター所属客車[注 7]の車両差替えなどで回送をする必要が生じた際は品川 - 尾久間の配給列車、列車番号尾久発回1541列車 - 東大宮（操） - 品川着回4540列車および品川発回4541列車 - 東大宮（操） - 尾久着回1540列車（双方ともに東大宮操車場（現・大宮総合車両センター東大宮センター）での折り返し列車、ファンの間では通称「シナオク・オクシナ」と呼ばれていた）で行っていた。
- 品川地区の車両常駐は旧東京機関区の留置・検修施設が解体されているため廃止された。
- 東大宮操車場を経由した理由は、2015年3月14日以降は上野東京ラインが開通しているため直通運転が可能だが、上野東京ライン開業以前東北・上越新幹線の東京駅乗り入れ工事の際に、東京 - 上野間の連絡線を廃止したため線路は秋葉原 - 神田間で分断[注 8]され、残った線路はそれぞれ東京方、上野方の電留線として使用[注 9]されていたため列車の直通運行ができない状態であった。そのため品川発着で東北・高崎線方面に向かうためには山手貨物線経由しか方法がなかった。しかし山手貨物線経由では直接尾久車両センターに入出庫ができない路線構造であったため（機関車のみなら田端信号場から連絡線経由での本所側検修線等に取り込むことができるが客車等の場合編成が長い場合などは、客車の向きが前後が逆になることおよび検修線の有効長の関係上連絡線の使用ができなかったため）山手貨物線・東北本線（現在の通称は湘南新宿ライン）経由で東大宮（操）に一旦入線し、機関車を機回しし、上野・品川（上野基準駅での東北本線上り方）向きに付け替えた上、東北本線を上野・品川方面に走行し、田町車両センター品川発着線および尾久車両センターの発着線にそれぞれ直接入出庫する方式を取っていた。

EF58形電気機関車（2023年5月31日付け廃車）
- お召し列車牽引専用指定機として日立製作所に特別仕様（お召し列車牽引用特別装備搭載の製造仕様書指定車両）車両として発注製造された61号機のみが保管されている（車両は東京総合車両センター本所で保管後、寄託車両として大宮の鉄道博物館で常設展示）。
- 1987年の国鉄民営化に合わせてJR貨物の管理下となる新鶴見機関区より関東地方および寝台列車等の旅客列車を担当する当所に配置換えになる。なお新製配置区は東京機関区であり、東京機関区の車両無配置化による乗務員区への組織変更に伴い新鶴見機関区に他の所属機関車とともに異動になるが、民営化により当所異動までの間は臨時の書類上の処理として見られることのほうが多い。理由として配置区は変更になったものの、新鶴見機関区よりも、東京口を発着する寝台・臨時列車などに使用される機関車は品川運転所（旧東京機関区跡地）構内に留置され、仕業検査等の簡易な検査も行われた（ただし田端運転所へ異動するまでの間に1度だけ新鶴見機関区において日数回帰による台車検査を施工されている）からである。民営化後は品川地区に常駐車両として留置されていたが、検査などの際には当所まで回送の上で検査を実施している。
- 特別装備の1部として、当時生産開始された絶縁効果の高いネオピレン電線の使用、供奉車との連絡用電話栓の設置[注 10]、運転席左右に格納式の停止位置表示板[注 11]の装備、車体を1周するステンレス帯の設置（後年改造された屋根へ上がる昇降用踏台部分の切り込み部分にも設置されている）、連結器に開錠防止用の固定ピン、国旗掲揚台の設置、ステンレス製の誘導員用握り棒（ステンレスの握り棒は61号機だけに装備された特別装備となる、来歴はEF58形116号機が製造メーカーの製造台数記念として特別に装着したもの（ほかにも115号機にも装備されたが、新製配置区で通常のものと交換され、以後の所在は不明）を移設された、この誘導員用握り棒は、国鉄時代はお召し列車牽引始業時にだけ装着されていたが、民営化後は常設となる、台車枠に取り付ける部分に当該車両（EF58 116）の刻印がされている[10]）、電動圧縮機の増設、工具箱（予備部品）の常設、前後運転台の伝声管、助士席にも速度計の増設、傷や亀裂を発見しやすくするために各部分の磨きだし（普段はグリスで厳重に防錆保護され、お召列車運転前の特別検査時にすべて拭き取られ磨き上げているため撮影時期などによってはグリスが汚れて光沢が見られない写真もある）、民営化後の１号編成使用のお召列車運転時の整備時に、エンド表示および保安装置表示を金属製のプレート状にし金メッキを施したものを新たに装着[注 12]するなど同時に専用機として製造されたEF58形60号機にもない装備が見られる。

装備の詳細はEF58形電気機関車 お召し列車牽引指定機（60・61号機）を参照。
- 2008年の定期検査にて、台枠亀裂が発見されたため（EF58はEF81やEF65とは異なり、車体ではなく台車の台枠で牽引力を伝える方式で、発見された亀裂は運用に関わる致命的な故障と判断された原因になる）自力走行は可能なものの、自車での列車牽引は不能状態と判断され、2008年6月20日[11]に自力走行にて、東京総合車両センターまで自力回送ののち皇室用客車とともに専用車庫にて保管されていたが、2022年10月に陸送で鉄道博物館収蔵のため搬出され、整備の上、同年10月30日より常設展示されている。[12]

　展示開始時は車籍を有していたが、2023年5月31日付で正式に廃車の手続きが行われた。
- かつては89号機も当所に配置されていたが、ジョイフルトレインの相次ぐ廃車・電車化による運転機会の減少と老朽化を理由に余剰車両として1999年（平成11年）に廃車され、大宮総合車両センターに長期間保管されたのちに、2007年以降は鉄道博物館内に外観の整備を受けて展示されている（内部は廃車時のままでATS-Pの装置なども搭載されている）。
- 国鉄からJRに移行する直前の1985年3月改正で宇都宮運転所の電気機関車配置が廃止になる際に残存していた11両（この中に89号機が含まれ、総数12両になる）が田端運転所に移籍する。定期運用がないためすぐに淘汰が始まり、残存車両の中で唯一つらら切りを装着していた89号機がほかの車両と差し替えで検査を受けることとなり61号機と並ぶ注目車両となる[13]。

## 過去の配置車両

### 電気機関車
EB10形直流電気機関車
須賀線：東北本線の貨物支線（通称、須賀線または北王子線、2014年に廃止）で2両が使用されていた機関車、AB10形蓄電池機関車から架線から電気を集電できるように改造された。製造当初は東京機関区所属。（当時の田端機関区（運転所））は蒸気機関車の車両基地であったためであるが、田端運転所構内が電化されたのちは当所に転属となる（車両自体は北王子貨物駅に常駐し、検査の時のみ所属区に戻る運用であった）。
EF62形直流電気機関車
1962年に信越本線高崎 - 直江津間電化開業に合わせ54両が製造された。信越本線の横川 - 軽井沢間の碓氷峠区間での最大66.7‰勾配での粘着運転に対して、本務機として上野 - 直江津間の列車を直通で牽引できるように設計された機関車。民営化時には4両のEF62が当所に在籍し、信越本線方面への臨時列車などの牽引に従事していた。1997年10月1日の長野行き新幹線（現在：北陸新幹線）高崎 - 長野間暫定開業時に信越本線在来線区間（高崎 - 篠ノ井間が対象だが、高崎 - 横川間はJR東日本は引き続き運営。軽井沢 - 篠ノ井間がしなの鉄道へ第三セクター化で経営移譲となる）同年9月30日付で横川 - 軽井沢間が区間廃止バス転換となり、完全余剰車両となったが、その後もイベント列車などで使用され、その後検査期限がきた車両から順次廃車・解体され、1999年に最後の車両（EF62 54）が廃車・保存されている。なお横川 - 軽井沢間の碓氷峠では専用補機としてEF63形直流電気機関車が使用されているが、碓氷峠区間の詳細に関しては、EF63形直流電気機関車の項目を参照されたい。
ED92形交直流電気機関車改称後はED46形交直流電気機関車
常磐線交直流電化のために製造されたEF80形交直流電気機関車の試作形式であり、旅客列車を中心に試運転を行い、1959年に尾久機関区に新製配置後、田端機関区（運転所）構内の電化に合わせてEF80の常磐線交直流電化本格運用開始とともに田端区に移籍となるが、D形期ゆえにEF80と共通運用ができないために次第に運用には入らず、研究・訓練用として鉄道技術研究所・中央鉄道学園に1973年の返却まで貸し出され、同地で使用される。返却後は現在の尾久車両センター構内や当所構内で留置・保管されていたが、1975年に廃車・解体されている。世界初の量産型交直流電気機関車となったEF30形交直流電気機関車は本形式の開発過程で得られたデータや技術をベースに制作された。
EF510形500番台交直流電気機関車
寝台特急「北斗星」「カシオペア」および常磐線貨物列車牽引用に長年の長距離走行でトラブルが目立つようになったEF81からの置換えを目的として（EF510形電気機関車をベースに、保安装置がJR東日本管内の運用に合わせATS-P・ATS-Psでの搭載および上野 - 尾久間の最高速度45kmでの推進運転対応用スイッチ、交直流切り替え駅である黒磯駅構内を通過しながら交直流切り替えができるように車内に通過列車識別装置、デジタル無線装置などを搭載し、信号炎管（非常用発煙筒）を助士席側屋根上に移設したJR東日本管内での旅客列車牽引に合わせた機器を搭載した機関車でEF510の形態分類では量産二次型に分類される）EF81に比べ出力が増強されているため工事などの徐行区間などで発生した遅延の回復運転時にはその出力を発揮している。導入当初からヘッドマーク盗難対策がなされている510号機の写真を拡大すると対策部品の装着および南京錠の装着状況がわかる。
導入は2009年度に2両（501・502号機）、2010年度に13両（503 - 515号機）の合計15両が新製配置された。このうち509・510号機の2両は「カシオペア」用E26系客車のステンレス無塗装車体に合わせた銀色の塗装となっている。2010年12月のダイヤ改正からは貨物列車の牽引も開始しEF81の大半を置き換えた。
2013年3月ダイヤ改正によるJR貨物からの運託運用解消および「北斗星」「カシオペア」の定期運用廃止で全車が余剰車両となり、2015年度までに全車JR貨物に売却され富山機関区に転属した（書類上は譲渡として、同日にJR貨物では購入、JR東日本では廃車の手続きが取られている）。その後、JR貨物吹田機関区やJR貨物広島車両所にて車体装飾や列車選別装置（黒磯駅通過時に機能）の撤去と列車自動停止装置のJR貨物仕様（ATS-PF・ATS-SFに変更、ATS-Psは残置）への変更工事を受けたのち、日本海縦貫線・山陽本線を中心として活躍している。
2013年3月ダイヤ改正まであったJR貨物からの受託運用では、常磐線田端信号場 - いわき間、東北本線田端信号場 - 大宮間・高崎線全線・信越本線高崎 - 安中間・武蔵野線南流山 - 新鶴見信号場間で運行されていた。
定期運用以外でも、乗務員訓練列車、工事臨時列車、団体列車や配給列車牽引にも使用されていた。
車体塗装による運用の区別はなく全機が共通に運用されていた。
EF80形交直流電気機関車

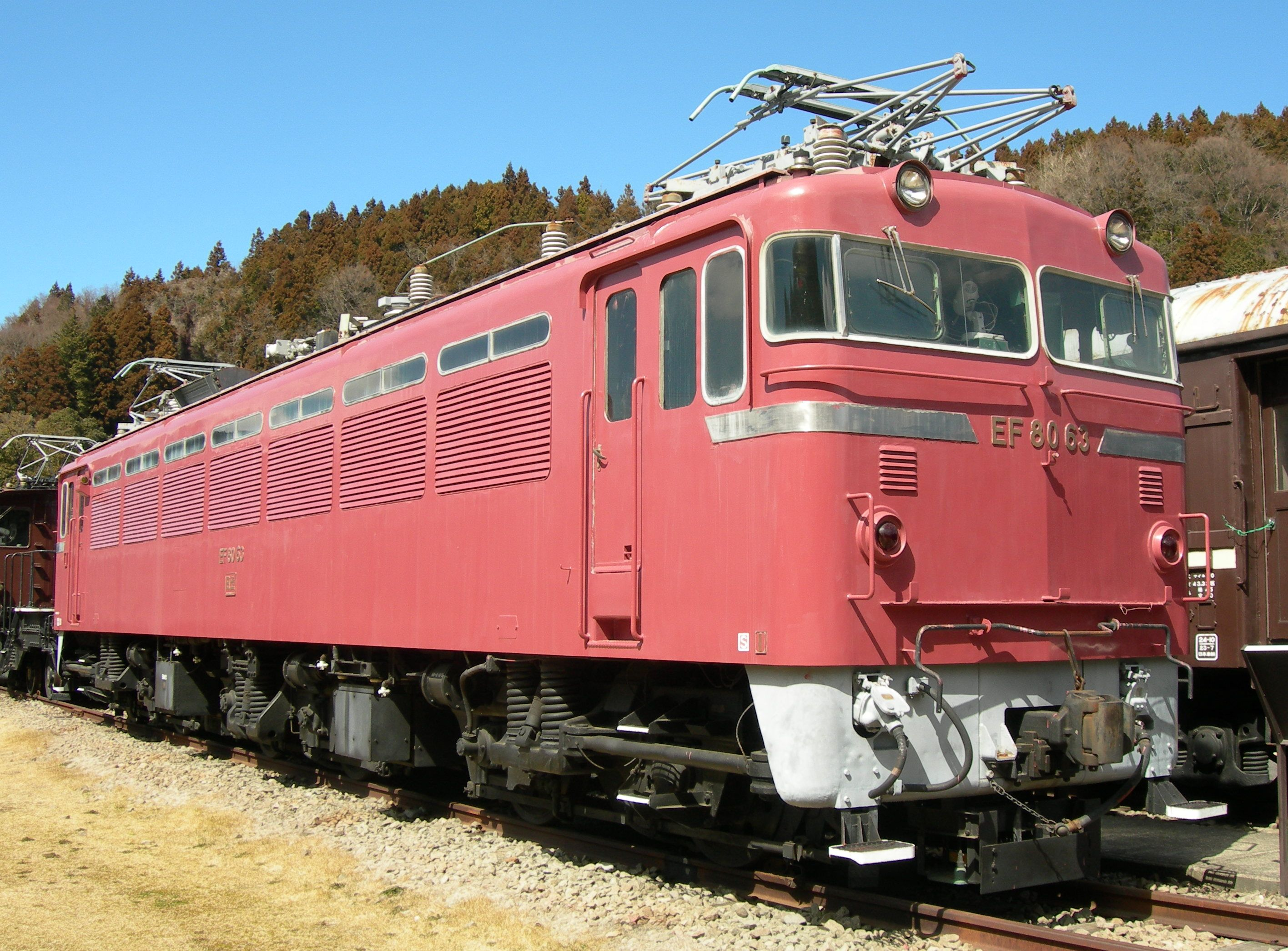
EF80 63
碓氷峠鉄道文化むら保存車

交直両用電気機関車では国鉄で2例目となる量産形式で、常磐線系統の客貨列車用として1962年から1967年までに63両が製造され、田端機関区および勝田電車区（のちに一部が内郷機関区に転属となるが、内郷機関区廃止後は田端機関区（運転所）に大半の車両が移動している）に配置された。当初は旅客列車も牽引する計画であったが、近郊列車は電車（401/403系近郊型交直流電車）を使用することとなったため、優等列車や長距離旅客列車、貨物列車を中心に運用されることになる。
1961年6月1日、常磐線の取手 - 勝田間が電化されたが、従来の直流電化を延伸した場合では茨城県石岡市柿岡にある地磁気観測所での地磁気観測に影響を与えるために交流電化とされた。この区間を走行する電車・電気機関車は取手 - 藤代間にデッドセクションを設けて、走行中に直流と交流とを切り替える車上切換方式とすることが決定し、国鉄では、1959年にED46（→ED92）1両を試作した。日本初のD型動輪配置の交直両用電気機関車である同形式は東北本線や常磐線で各種試験が行われ、試用結果を反映させて開発・製造されたのが本形式である。常磐線経由の優等列車にも投入されている。
このほかにも1964年に尾久機関区を統合するまでは、貨物牽引運用中心の機関区だったこともあり、貨物用蒸気機関車、入れ替え用ディーゼル機関車の配置もされている。
入出区（過去に田端操車場側の電留線利用等での滞留を含む）をしていた機関車
旅客列車
EF64（長岡車両センター）
EF81（長岡車両センター）
EF81（青森車両センター）
EF64（高崎車両センター）
EF55（高崎車両センター）
EF65（高崎車両センター）
EF60（高崎車両センター）
貨物列車
EF64（愛知機関区・高崎機関区）
EF65（新鶴見機関区・高崎機関区）
EH500（仙台総合鉄道部）
EH200（高崎機関区）
DE10（新鶴見機関区川崎派出）
※ 2013年3月のダイヤ改正で隅田川駅構内に隅田川機関区を設置したことに伴い、貨物用機関車はほとんどの機関車が隅田川機関区に滞留するようになったためである。現在は一部の機関車が滞留（田端操車場での機関車交換は現在も行われているため）している。

### 蒸気機関車
- 900
- 2120（通称B6）

900および2120は田端操車場内および尾久客車区（現在：尾久車両センター）構内の入れ替えと隅田川貨物駅に存在した曲線半径の小さい用品庫線に入線できるために使用されていた。なお隅田川貨物駅の用品庫線は現在は東京メトロ日比谷線南千住検車区の敷地になっている。
- 9600
- C11
- C12
- D50
- D51
- C50
- C57

### ディーゼル機関車
- DD13
- DD20
- DE10
- DE11
- DD51

## 車両検査
- 田端運転所での車両検査に関してはJR東日本管内の機関車配置区所では唯一、自所内にて台車検査B（電動機や制動装置・警報システム・車輪などを台車から取り外しておこなう重要な検査）までを行える設備を保有する。
- 通常台車検査Aは前回の検査から18か月または走行20万キロ以内に、台車検査B（一般に私鉄では重要部検査と呼ばれる検査）は全般検査から36か月または走行40万キロ以内に行う、そして台車検査Bから18か月または走行20万キロ以内に再度台車検査Aを行うと同回帰距離または月数のどちらか早い回帰により全般検査となる。
- 電気機関車の場合、国土交通省の規定により全般検査から全般検査の期間は72か月以内となるが、台車検査Bまでは36か月または走行40万キロ以内に行うとされている。台車検査Aは台車検査Bの半分の月数と走行距離の早く到達した方で行われる。
  - 注 - 国鉄型機関車で休車措置を取らずに稼働した場合の月数であり、休車措置（第一次休車や第二次休車は除く、特別休車措置のことをいう）を取ると休車期間は月数による検査期限を伸ばすことが可能である。距離による検査は変わらない。
- このため過去に寝台特急や貨物列車などを牽引していた時期には長距離走行を行うためにしばしば月数より走行距離による検査が行われることがあった。
- JR東日本管内の他の機関車配置区所においては蒸気機関車を除く（蒸気機関車は、大掛かりな作業の場合埼玉県にある大宮総合車両センターに隣接するJR貨物大宮車両所へ入場の上JR東日本の社員による作業が行われるため）機関車の台車検査等の車体解体を伴う検査を行う場合は、総合車両工場である秋田総合車両センターまで回送の上実施されている。またオーバーホールにあたる全般検査は、秋田県にある秋田総合車両センターに入場して実施されており、入出場に関連する回送列車はEF65に関しては交流電化区間が途中にある関係により自走にての入庫ができないため自走での入出庫が不可能である。

自所所属のEF81も自走だけではなく、長岡車両センター所属のEF64形電気機関車で長岡まで牽引しEF81に引き継ぐ形での運転や、自所のEF81の牽引にて行われることもある。理由として自社路線を使用しての回送ではあるが、回送経路が尾久 - 高崎線経由上越線 - 長岡 - 羽越・奥羽本線 - 土崎間という長距離移動になるため、故障して自走ができない、検査回帰日数や、検査走行距離（鉄道車両の検査は日数および指定走行距離のどちらか早く達した時点で行われる）などの関係で自走ができないなどがある。

## 配置車両以外で入出区する車両
DE10およびDE11（ぐんま車両センター所属）
尾久車両センター構内での入換作業や千葉地区や総武本線越中島支線での工事列車に使用されるために当所に常時最低2両常駐している。
なお、2017年3月のダイヤ改正までは宇都宮運転所所属であったが、同改正による宇都宮運転所車両無配置化による車両移籍によって、DE11 1両は、2016年12月21日付で、DE10 1000番台に関しては2017年3月4日付で高崎車両センター高崎支所（2022年、ぐんま車両センターとして独立）に転属しているため、従来から常駐車両として稼働していた車両が中心であることは変わりがない。またこれらの車両には、田端運転所にディーゼル機関車が配置されていた時代から稼働している車両も含まれる。

## 運転士乗務範囲
2022年3月改正までは宇都宮線の普通列車等の定期行路があったが、現在では機関車牽引の臨時列車および検査回送車両等の臨時行路のみを担当している。また、TRAIN SUITE 四季島の乗務も担当している。
- 東北本線：東京 - 黒磯間
- 東北貨物線：田端操車場 - 大宮・東大宮操間
- 山手貨物線：品川 - 田端操車場間（臨時列車等）
- 常磐線：上野・田端操車場 - 勝田間（臨時列車等）
- 新金貨物線：新小岩操 - 金町間（工事臨時列車や配給列車等）
- 越中島支線：新小岩操 - 越中島貨物間（工事臨時列車）
- 武蔵野線：新鶴見 - 西船橋間と各支線（団体臨時列車、工事臨時列車および検査車両回送等）
- 中央本線：国立 - 八王子間（工事臨時列車等）

## 今後の予定

### 工事用臨時列車
JR東日本が東北地区向けに気動車型のレール輸送車両を2017年11月（キヤE195系）より先行量産車を導入した。（JR東海の同様の車両キヤ97系をベースに開発）
今後は機関車による牽引よりも取り卸し時間が短縮できること（当該場所にて列車を停止させて車両に搭載されているクレーンを利用して取り卸しを行い、または低速走行にてレールを交換するが、速度調節が低速のため運転士の熟練を要する作業でもあり、また機関車を前後に付けなおす時間（機回し作業）も問題視されていた）から最終的に全管内に導入を目指すと発表した。なおキヤE195系にはベースとなったキヤ97系と比較し、保安装置の変更、使用されるロングレールの長さが異なるため、1編成の両数変更が行われている。ベース車両に搭載されている低速定速走行用の速度指定装置やロングレールを車両からそのまま引っ張り出すような形で卸すことができる構造などはそのままだが、従来の機関車牽引作業からの作業時間短縮機能がふんだんに搭載されている。なお車両の詳細はベース車両の（キヤ97系）を参照のこと。

### 電気機関車の運用
当所に限らずJR旅客会社に配置されている機関車はいずれも国鉄時代に製造されており、最新の車両でも耐用年数をはるかに超えた車両ばかりである（現在、当所に所属する機関車の一番古い製造年度は昭和48年度発注の車両、最新でも昭和52年度発注の車両である。また国鉄形電気機関車における新製車両の最終生産機はぐんま車両センターに所属するEF64 1053号機が1982年（昭和57年）10月28日落成である。なお、国鉄時代に製造された車両の耐用年数は30年である）。21世紀に入って新製されたEF510 500番台は、寝台特急の定期運行終了後に全車がJR貨物に売却されており、後継車がない。

## その他エピソード
当所はJR東日本の他の車両基地のように車両配置がありながら「車両センター」を名乗っていなかった。JR東日本で同様の例は中原電車区（2020年に鎌倉車両センター中原支所に改編）・宇都宮運転所（2017年3月ダイヤ改正より車両配置廃止、所属車両は他区所に転属した）・小牛田運輸区（2023年に小牛田統括センターに改編）などがある。